# グァンタナモ米軍基地

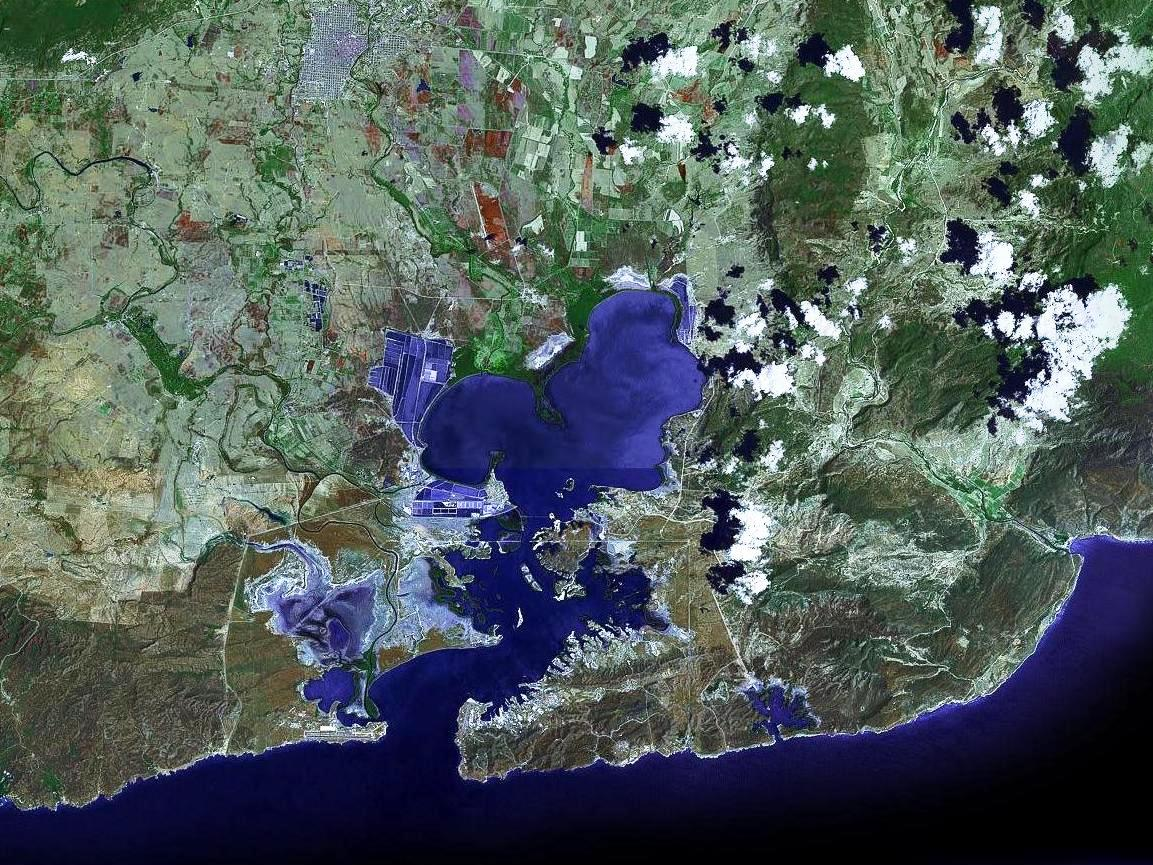
グァンタナモ湾の衛星写真

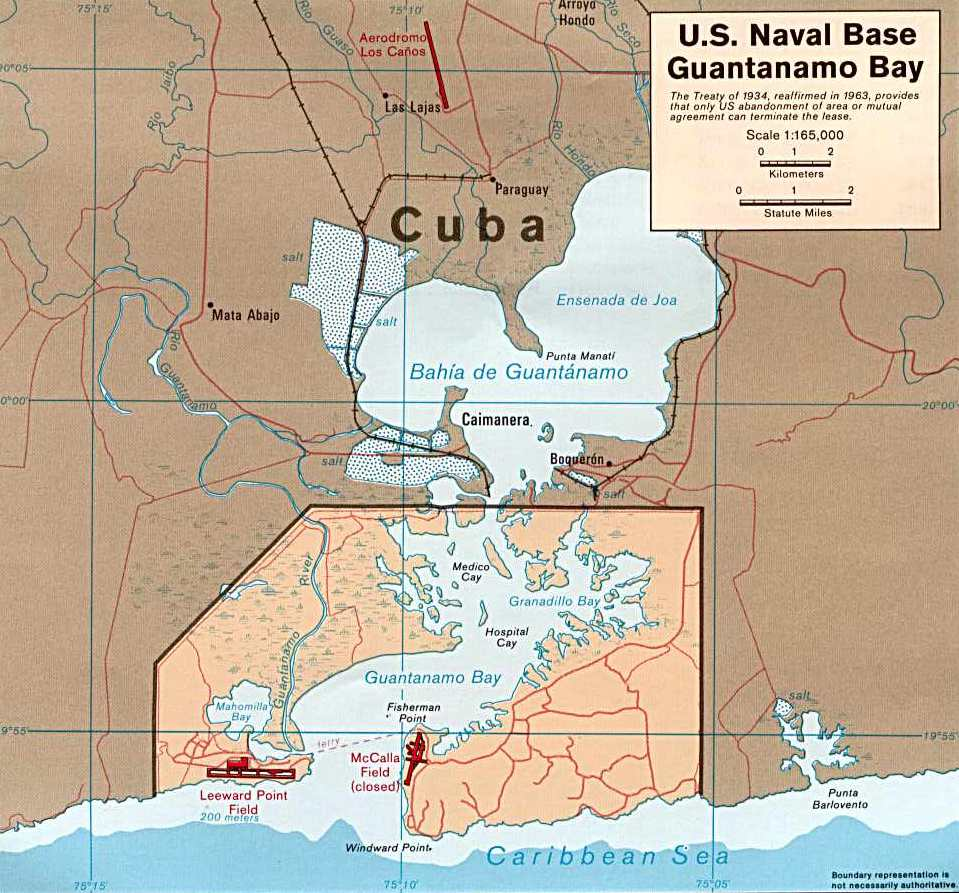
グァンタナモ湾の地図、枠内が基地区域。赤印はリーワード・ポイント飛行場（左）とマッカーラ飛行場（中央）

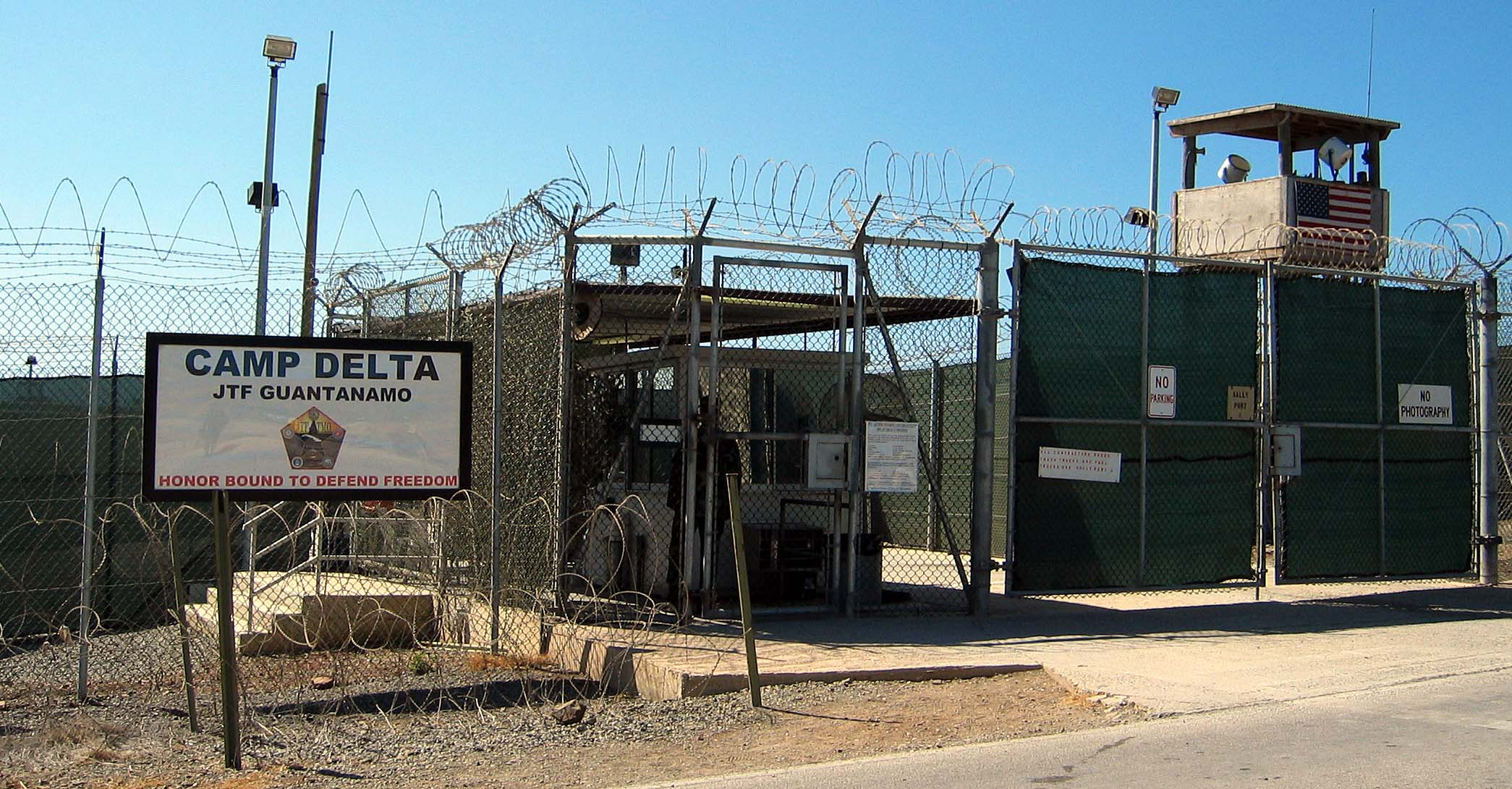
収容施設の一つ「キャンプ・デルタ・ワン」入口、2005年

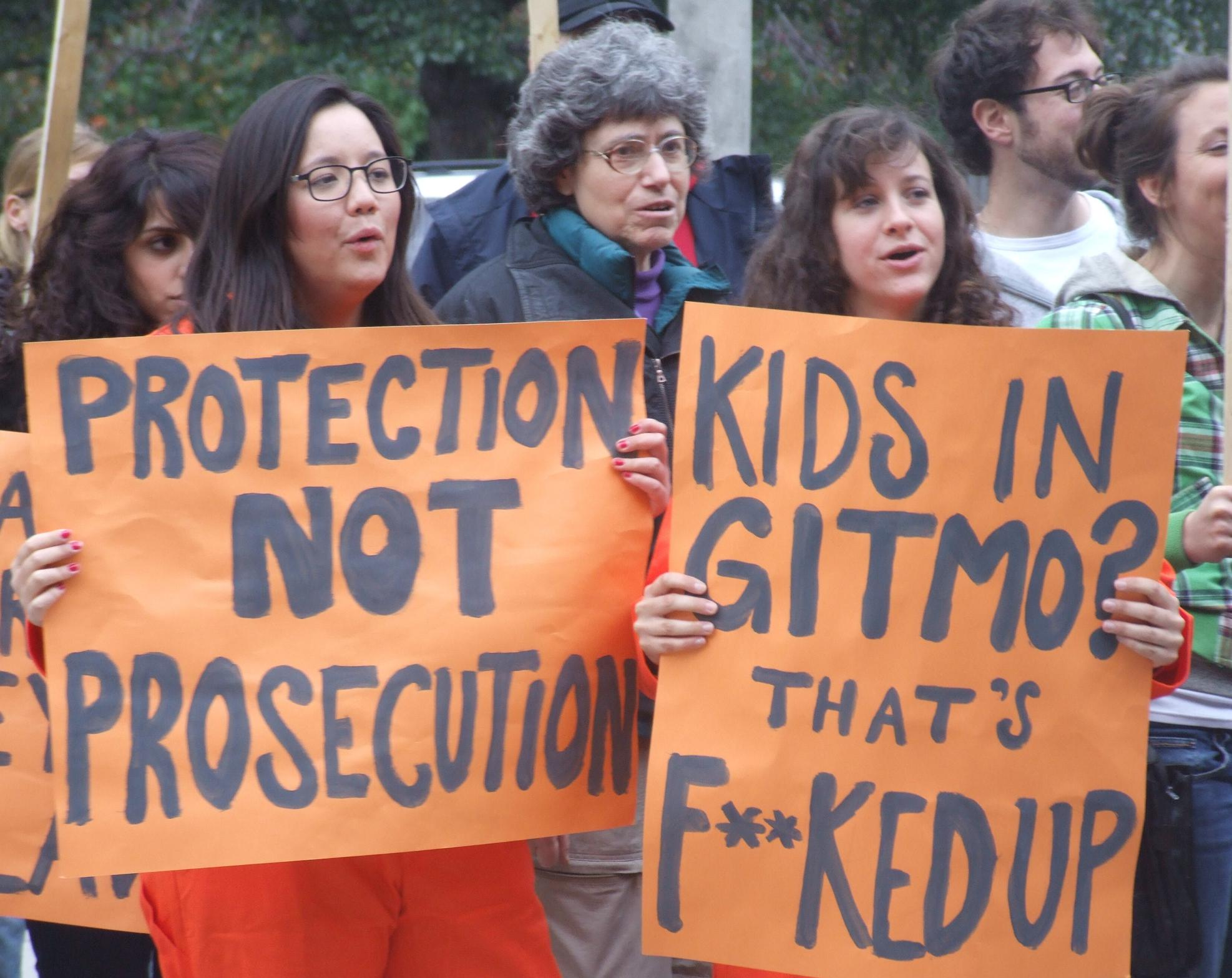
グァンタナモの収監者には、少年兵も含まれており、アメリカ国内では、少年は釈放するよう要求するデモが発生している。（写真はカナダ・トロント、2008年）

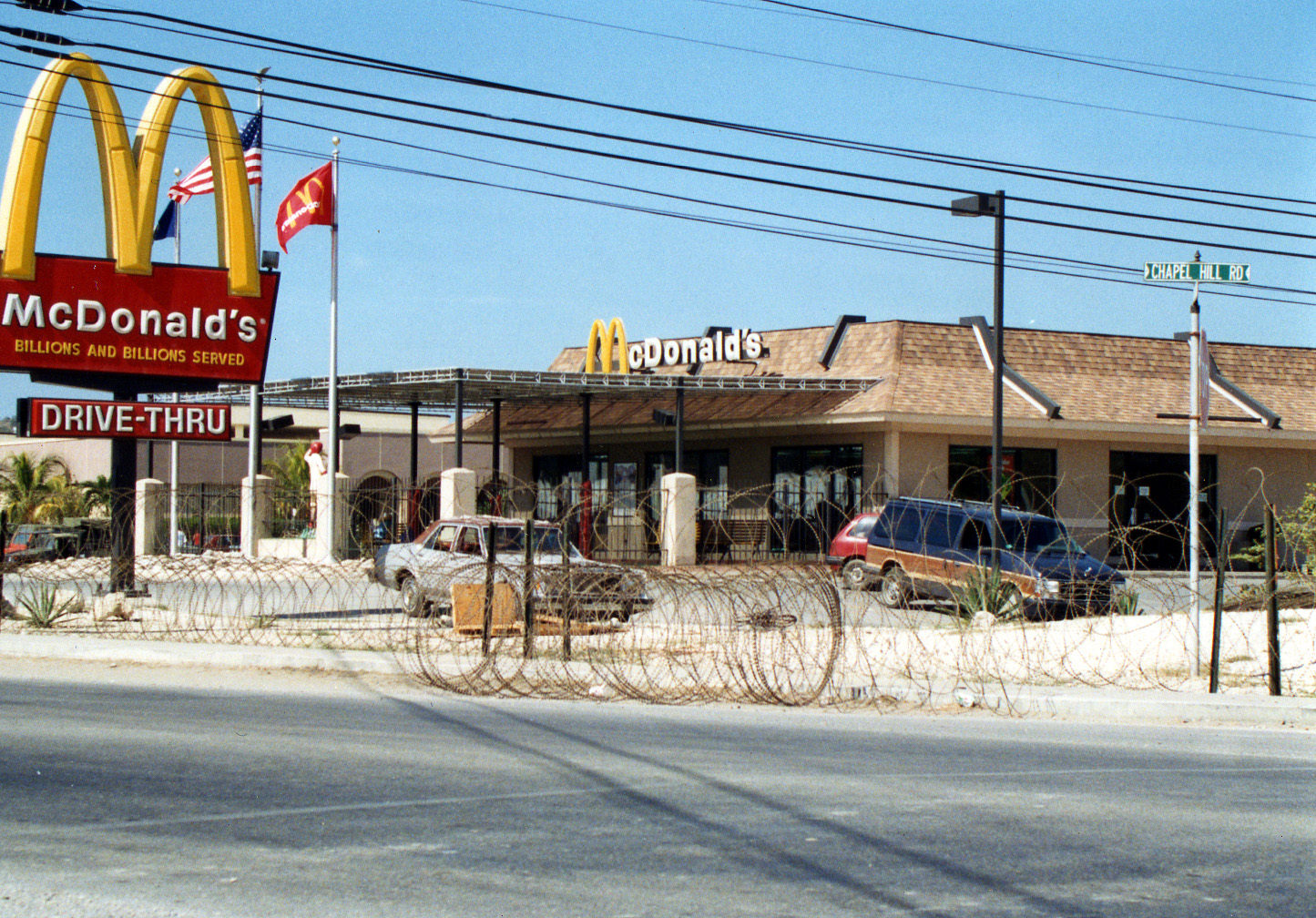
グアンタナモ基地内にあるマクドナルド（写真は1994年頃）

グァンタナモ米軍基地（グァンタナモべいぐんきち、スペイン語: Base Naval de la Bahía de Guantánamo, 英語: Guantanamo Bay Naval Base）とは、キューバ東南部のグァンタナモ湾に位置するアメリカ海軍の基地である。管理者はアメリカ南方軍。面積は116平方キロメートル。1903年以来、アメリカ合衆国がキューバより租借している。
2002年から、基地内にアフガニスタンやイラクでの対テロ戦争で拘束した人物を収容するグアンタナモ湾収容キャンプが設けられている。

## 概要
1898年の米西戦争でアメリカ軍が占領し、アメリカ合衆国の援助でスペインから独立したキューバ新政府は1903年2月23日、グァンタナモ基地の永久租借を認めた。国家主権はキューバにあり、アメリカ合衆国は「租借料」として毎年金貨2,000枚（約4,000米ドル）を支払ってきた。
キューバ革命によって成立したフィデル・カストロ政権は、アメリカ合衆国の基地租借を非合法と非難しており、租借料は一度受け取った以外は受け取りを拒否している。アメリカ合衆国・キューバの双方が基地周辺を地雷原としていた（アメリカ合衆国側は1996年に撤去）。周囲が地雷だらけで脱走が不可能な上、マスメディアにも実態が見えない海外基地、さらにはキューバ国内でもアメリカ合衆国内でもない、国内法でも国際法でもない軍法のみが適用される治外法権区域ということで、20世紀後半からキューバやハイチの難民を不法入国者として収容した。
またアメリカ同時多発テロ以降は、中東などからのテロリズム容疑者の尋問と収容を、この基地でおこなった。その背景は、アメリカ合衆国憲法下では被疑者の人権を保障しているため、租借条約上、米国が完全な管轄権を持ち、かつ米国の主権下ではない「灰色地帯」を利用することをもくろんだものと考えられている。
バラク・オバマ大統領は2008年の大統領選挙において、グアンタナモの収容施設を閉鎖すると公約した。しかし、共和党を中心とするアメリカ合衆国議会議員の反対に遭い、頓挫した。ジョー・バイデン前大統領も任期中の同施設の閉鎖を公言していたが、最終的に閉鎖には至らなかった。
2025年1月29日、トランプ米大統領は、国防総省と国土安全保障省に対して、キューバのグアンタナモ米海軍基地に不法移民を最大3万人収容する施設の設置準備を命令する考えを明らかにした。
当基地の敷地内にはキューバで唯一、マクドナルドが存在する。